# اشلی دلانی
اشلی دلانی (به انگلیسی: Ashley Delaney) (زادهٔ ۱۱ آوریل ۱۹۸۶) شناگر اهل استرالیا است.